# 足利末男
足利末男（あしかが すえお、1918年1月25日 - 2012年2月18日）は、日本の社会統計学者。京都大学名誉教授、福山大学名誉教授。

## 略歴
京都府出身。京都大学経済学部卒、同大学院修了、1968年「社会統計学史 ドイツ社会統計学形成過程の研究」で経済学博士の学位を取得。京都大学教養部助教授、教授を務め、1981年定年退官、名誉教授、福山大学教授となり、1988年名誉教授。

## 著書
- 『統計学概説』三和書房 1955年
- 『統計うそ・まこと 社会統計入門』三一新書 1960年
- 『社会統計学』ミネルヴァ書房（現代経済学全書）1963年
- 『統計 作り方・見方』三一新書 1964年
- 『社会統計学史』三一書房 1966年
- 『数字は生きている』三一新書 1967年
- 『統計学と社会』ミネルヴァ書房（社会科学選書）1968年
- 『労働統計の基礎』日本労働協会（テキスト双書）1968年
- 『社会統計学入門』三一書房 1969年
- 『生活のなかの統計』中公新書 1973年
- 『社会統計学の基礎』晃洋書房 1982年

共著
- 『日本鉄鋼業の生産構造 製鉄業参考資料の統計的分析』大橋隆憲共著 有斐閣 京都大学経済調査所 1952年

### 翻訳
- パウル・フラスケンパー『一般統計学 統計学綱要 第1部』大橋隆憲共訳 農林統計協会 1953年
- V.ヨーン『統計学史 第1部』有斐閣 1956年
- 『現代社会統計学』編訳 三一書房 1967年
- アルトゥール・ローゼンベルグ『近代政治史 民主主義と社会主義』みすず書房 1968年
- F.メーリング『ドイツ社会民主主義史』平井俊彦、林功三・野村修共訳 ミネルヴァ書房 1968-69年
- アルトゥール・ローゼンベルク『ヴァイマル共和国成立史 1871-1918』みすず書房 1969年
- H.バーダー、S.フレーリヒ『経済数学入門』高橋正立、溝川喜一共訳 現代数学社 数学リーブル 1973年
- H.M.ウォーカー『統計方法論史　ー特に若干の教育問題に関連せるー』辻博共訳　高城書店　　1959年

## 論文
- CiNii>足利末男